# Cicely Hamilton
Cicely Mary Hamilton (de soltera Hammill; Paddington, 15 de junio de 1872-Chelsea, 6 de diciembre de 1952), fue una actriz, escritora, periodista, sufragista y feminista británica, que formaba parte de la lucha por el sufragio femenino en el Reino Unido. Se la conoce fundamentalmente por la obra feminista How the Vote was Won (Cómo se ganó el voto), en la que un antisufragista masculino cambia de opinión cuando las mujeres de su vida se declaran en huelga. También se le atribuye el mérito de ser autora de una de las obras de sufragio más representadas, A Pageant of Great Women (Un desfile de grandes mujeres) (1909), que presentaba el personaje de Jane Austen como una de sus "Mujeres eruditas".

## Biografía
Nacida en 1872, con nombre de soltera Cicely Hammill, en Paddington, Londres, era la mayor de los cuatro hijos de Maude Mary y Denzil Hammil. Se educó en Malvern, Worcestershire y en Bad Homburg vor der Höhe. Hammill fue criada por padres adoptivos porque su madre había desaparecido. Después de un breve período en la enseñanza, actuó en una compañía que giraba por diferentes lugares. Tomó el seudónimo de "Cicely Hamilton" por consideración a su familia. Escribió drama, incluidos temas feministas, y disfrutó de un período de éxito en el teatro comercial. Hamilton fue elogiada por su actuación en un interpretación de Fanny's First Play de George Bernard Shaw.
En 1908, ella y Bessie Hatton fundaron la Women Writers’ Suffrage League, que llegó a tener alrededor de 400 miembros, incluidos Ivy Compton-Burnett, Sarah Grand, Violet Hunt, Marie Belloc Lowndes, Alice Meynell, Olive Schreiner, Evelyn Sharp, May Sinclair y Margaret Louisa Woods. Produjo literatura de campaña, escrita por Sinclair entre otros, y reclutó a muchos partidarios masculinos prominentes.

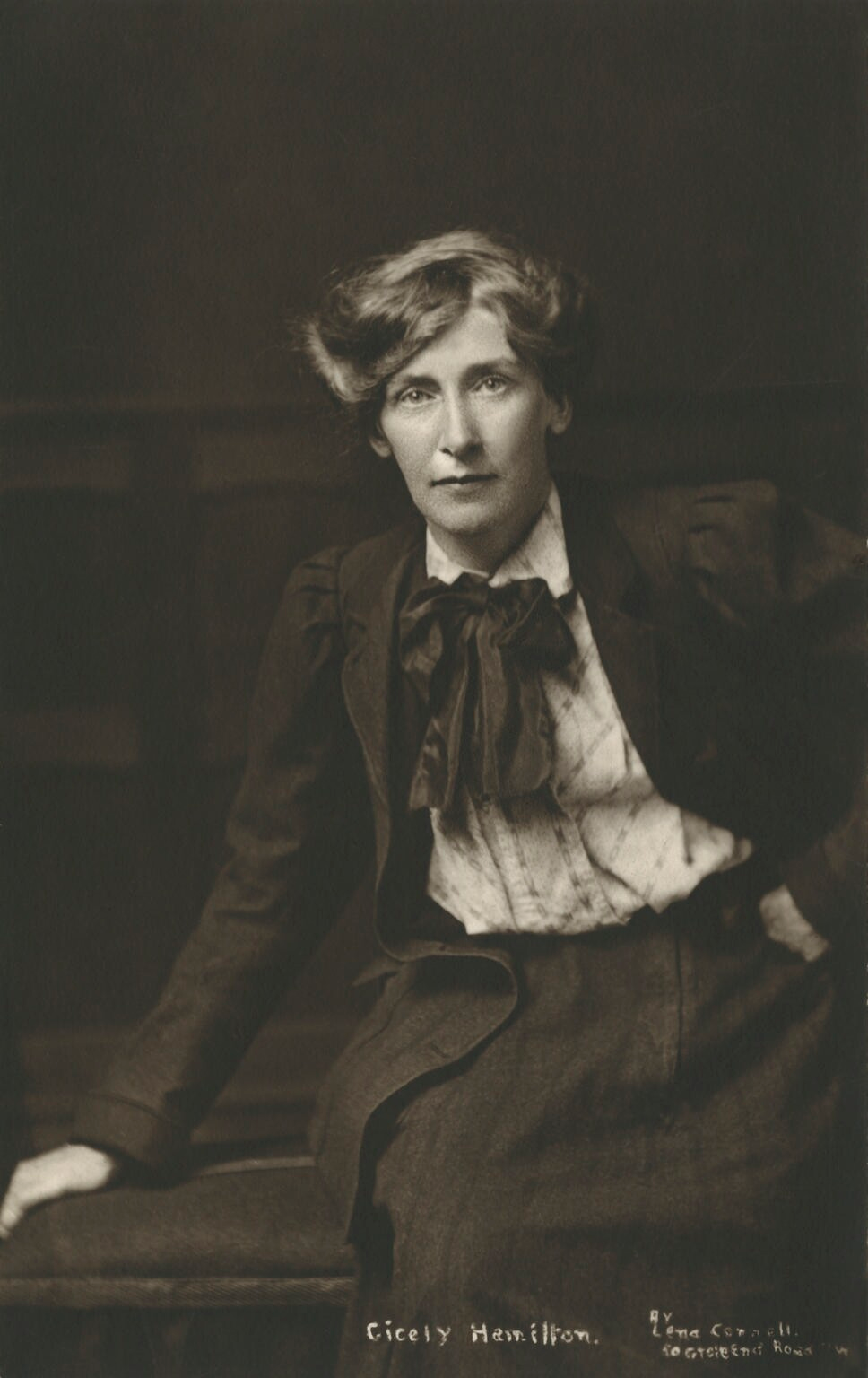
Foto de Lena Connell de la década de 1910

Hamilton escribió la letra de "The march of the Women", la canción que Ethel Smyth compuso en 1910 para la Unión Social y Política de Mujeres, que fue interpretada por primera vez en un 'At Home' en Suffolk Street Galleries, en el Pall Mall para celebrar la liberación de mujeres detenidas violentamente el Viernes Negro; tenía una letra muy conmovedora para tal ocasión.
En los días previos a la radio, una forma eficaz de hacer llegar un mensaje a la sociedad y de que se debatiera era producir obras breves que pudieran representarse en todo el país, y así nació el drama sufragista. Votes for Women de Elizabeth Robins y How the Vote Was Won de Cicely Hamilton y Christopher St. John son dos ejemplos predominantes del género. Hamilton también escribió A Pageant of Great Women, una obra de teatro sobre el sufragio femenino de gran éxito basada en las ideas de su amiga, la directora de teatro Edith Craig. Hamilton interpretó a Woman mientras Craig interpretó a la pintora Rosa Bonheur, una de las 50 grandes mujeres de la obra. Las fotografías de Lena Connell de las actrices principales se vendieron para ayudar a la causa del sufragio y Connell exhibió las imágenes en la Royal Photographic Society en 1910/11. La obra se produjo en todo el Reino Unido desde 1909 hasta la Primera Guerra Mundial. Hamilton era miembro de la sociedad teatral de Craig, los Pioneer Players. Su obra Jack and Jill and a Friend fue una de las tres obras de la primera producción de Pioneer Players en mayo de 1911. Hamilton inspiró a las jóvenes colegialas, que apoyaban el sufragio, como Winifred Starbuck, que tenía fotografías de Hamilton y otras líderes en su escritorio en marcos violetas, blancos y verdes y luego ella misma participó en una protesta escolar con grafitis y escondiendo los registros escolares y la campanilla, una forma más leve de resistencia a la autoridad por el sufragio femenino.
Durante la Primera Guerra Mundial, Hamilton trabajó inicialmente en la organización de cuidados de enfermería, con el servicio de ambulancia de mujeres escocesas cerca de París, y luego se unió al ejército como auxiliar. Posteriormente formó una compañía de teatro para entretener a las tropas. Después de la guerra, escribió como periodista independiente, particularmente sobre control de la natalidad, y fue responsable de prensa de la Conferencia Internacional de Sufragio de Ginebra y como dramaturga de la Birmingham Repertory Company. Cuando se formó Lena Ashwell Players Ltd en 1923, Hamilton era una de las directoras. Las otras tres fueron Lena Ashwell, Esme Church y Marion Fawcett. Esas tres eran las directoras de teatro de la empresa.
Hamilton fue colaboradora habitual de la revista Time and Tide y miembro activa del feminista Six Point Group, que hacía campaña por los derechos de los niños, las viudas y las madres solteras; igualdad de tutela de los niños e igualdad de remuneración en la enseñanza y la administración pública. En 1938 se le otorgó una pensión. Era amiga de EM Delafield y se cree que es el modelo de "Emma Hay" en los libros Provincial Lady de Delafield.
Theodore Savage de Hamilton (1922, vt. Lest Ye Die 1928) es una novela de ciencia ficción sobre una Gran Bretaña devastada por una guerra.
La autobiografía de Hamilton Life Errant se publicó en 1935. Murió en Chelsea en 1952. 
En julio de 2017, el Finborough Theatre presentó la primera producción londinense de la obra de Hamilton 'Just to Get Married' en más de 100 años. Recibió críticas positivas (4 estrellas) de The Times, The Observer, Evening Standard, y The New York Times.

## Obra
- The Traveller Returns (1906) play
- Diana of Dobson's (novel, play 1908)
- Women's Votes (1908)
- Marriage as a Trade (1909)
- How the Vote was Won (1909) play

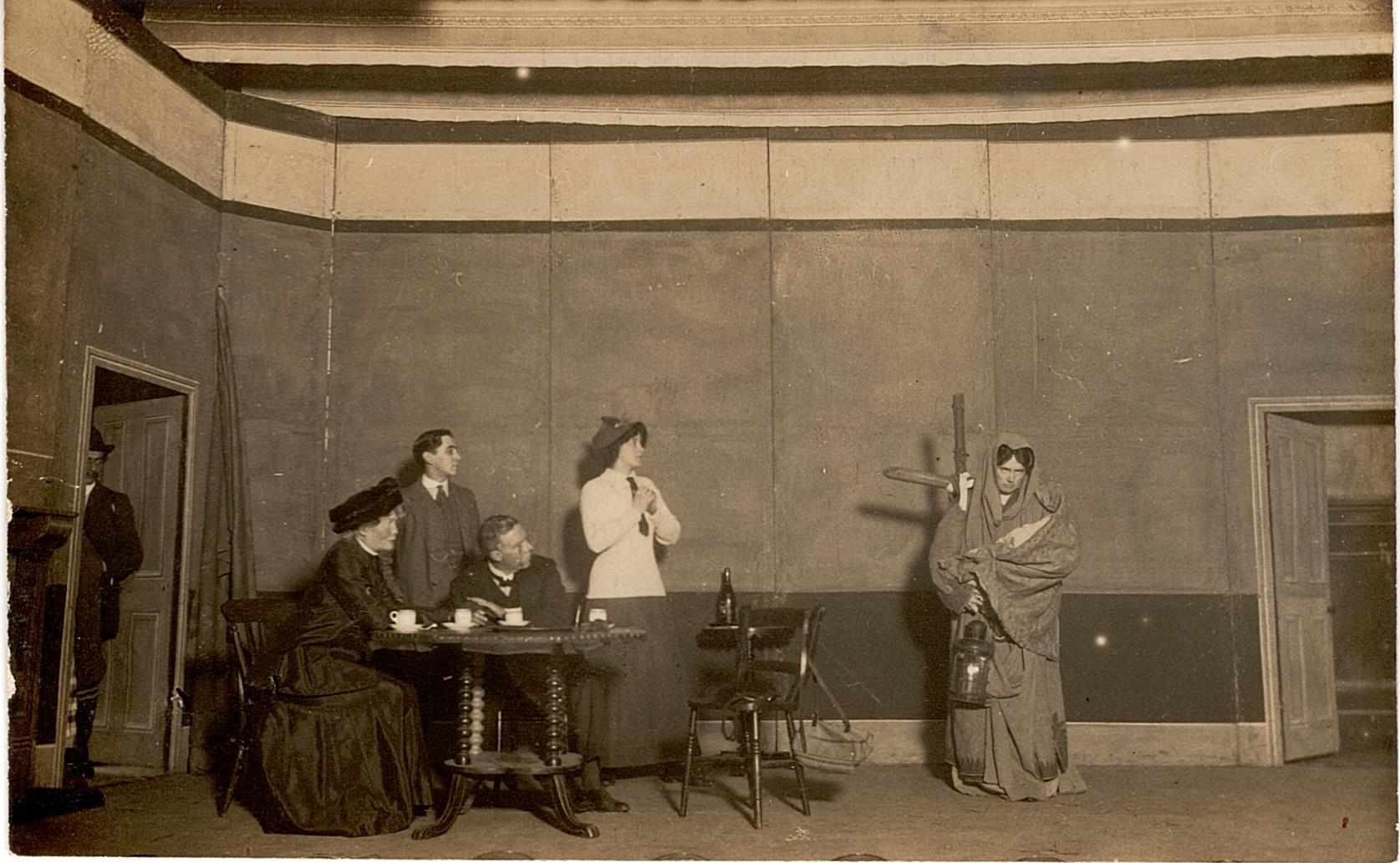
Probablemente la obra "Un desfile de grandes mujeres" interpretada por la Liga sufragista de actrices.

- A Pageant of Great Women (1910) play
- Just to Get Married (1911) play
- Jack and Jill and a Friend (1911) play
- William - an Englishman (1920) novel (Reprinted by Persephone Books in 1999)
- The Child in Flanders: A Nativity Play (1922)
- Theodore Savage: A Story of the Past or the Future (1922)
- The Old Adam (1924) play
- Non-Combatant (1924)
- The Human Factor (1925)
- The Old Vic (1926) con Lilian Baylis
- Lest Ye Die (1928)
- Modern Germanies, as seen by an Englishwoman (1931)
- Modern Italy, as seen by an Englishwoman (1932)
- Modern France, as seen by an Englishwoman (1933)
- Little Arthur's History of the Twentieth Century (1933)
- Modern Russia, as seen by an Englishwoman (1934)
- Modern Austria, as seen by an Englishwoman (1935)
- Life Errant (1935) autobiography
- Modern Ireland, as seen by an Englishwoman (1936)
- Modern Scotland, as seen by an Englishwoman (1937)
- Modern England, as seen by an Englishwoman (1938)
- Modern Sweden, as seen by an Englishwoman (1939)
- The Englishwoman (1940)
- Lament for Democracy (1940)
- The Beggar Prince (1944) play
- Holland To-day (1950)

## Otras lecturas
- Stowell, S. (1994). Una etapa propia: dramaturgas feministas de la era del sufragio . Ann Arbor, Michigan: Univ. de Michigan Press. pag. 71–99.